# Sara García Alonso
Sara García Alonso (León, 1989) es una bióloga molecular y candidata a astronauta española. En septiembre de 2024 fue seleccionada como miembro de la reserva de la Agencia Espacial Europea (ESA), convirtiéndose así en la primera mujer española que entrena oficialmente para ir al espacio.

## Trayectoria
García terminó el bachillerato con matrícula de honor y estudió el grado y el máster de biotecnología por la Universidad de León. En 2018, se doctoró cum laude  en biología molecular del cáncer y fue premio extraordinario de fin de carrera. Durante su doctorado, trabajó como asistente de investigación para el Consejo Superior de Investigaciones Científicas (CSIC), enfocándose en investigaciones sobre medicina personalizada del cáncer.
En 2019, empezó a trabajar como investigadora posdoctoral en el Centro Nacional de Investigaciones Oncológicas (CNIO), formando parte del equipo del bioquímico español Mariano Barbacid. Desde 2022, es investigadora científica y lidera un proyecto para descubrir nuevos fármacos contra el cáncer de pulmón y de páncreas.
En noviembre de 2022, la Agencia Espacial Europea (ESA) seleccionó a García como reserva para su promoción de astronautas de 2022. Junto al ingeniero aeronáutico Pablo Álvarez Fernández, fueron elegidos entre más de 22 000 candidatos de toda Europa. Son los siguientes españoles que viajarán al espacio desde Miguel López-Alegría, estadounidense de origen español que participó en varias misiones de la NASA, y Pedro Duque, seleccionado por la Agencia Espacial Europea en 1992.
En octubre de 2024, comenzó el primero de los tres programas de formación de reserva de astronautas de dos meses de duración en el Centro Europeo de Astronautas (EAC) de la ESA en Colonia (Alemania).

## Reconocimientos
Sara García Alonso ha sido galardonada con varios premios y distinciones. En 2023, la Universidad de Deusto le concedió el Premio Ada Byron a la Mujer Tecnóloga cuyo objetivo es incrementar el número de mujeres en el campo de la investigación y el desarrollo tecnológicos mediante el reconocimiento de figuras importantes de estos sectores. Ese mismo año, y junto a Pablo Álvarez Fernández, fueron nombrados hijos predilectos de León. Además, García recibió también en 2023 la Medalla de Plata de la Comunidad de Madrid. En 2025, la Universidad de Navarra le concedió el premio Pasión por la Ciencia, que se entrega en el marco del #LabMeCrazy! Science Film Festival.